# Secteur de disque

Structure d'un disque : (A) piste, (B) secteur géométrique, (C) secteur d'une piste, (D) bloc

Le secteur est la plus petite unité physique de stockage sur un support de donnée. Sa capacité est au minimum de 4.096 octets (secteurs 4K). Avant 2010, la capacité minimum était de 512 octets sur un disque dur ou une disquette et 2048 octets pour un disque optique.
La plupart des systèmes d'exploitation regroupent les secteurs dans leur système de fichiers en unités logiques de stockage appelées bloc sous DOS et unité d'allocation sous Windows. Le nombre de secteurs par bloc varie en fonction de la taille de la partition ou du médium, de 2 pour une disquette (FAT12) à 128 (64 ko) pour les plus grandes partitions ext4, NTFS. 
D'autres systèmes d'exploitation, tel OS/2, exercent un formatage différent, basé sur le secteur comme unité logique, tel le système de fichiers HPFS.